# Unione montana Marca di Camerino
L'Unione Montana Marca di Camerino ha sede a Camerino, in provincia di Macerata nelle Marche.

## Comuni
È costituita dai comuni di:
| Rank | Comune                | Superficie (km²) | Abitanti | Densità (ab./km²) | Altitudine (m s.l.m.) | Frazioni |
| ---- | --------------------- | ---------------- | -------- | ----------------- | --------------------- | --- |
| 1    | Camerino              | 129,88           | 6.312    | 48,60             | 661                   | Agnano, Arcofiato, Arnano, Campolarzo, Canepina, Capolapiaggia, Casale, Caselle, Cignano, Colle Altino, Costa San Severo, Letegge, Leteggiole, Mecciano, Merganano Sant'Angelo, Mergnano San Pietro, Mergnano San Savino, Mistrano, Morro, Paganico, Palentuccio, Paterno, Perito, Pian d'Aiello, Pianpalente, Piegusciano, Polverina, Pontelatrave, Ponti, Pozzuolo, Rocca d'Aiello, Sabbieta Alta, San Luca, San Marcello, Santa Lucia, Sant'Erasmo, Sellano, Sentino, Selvazzano, Sfercia, Statte, Strada, Torrone, Tuseggia, Valdiea, Valle San Martino, Valle Vegenana, Varano |
| 2    | Fiastra               | 84,48            | 642      | 7,60              | 732                   | Acquacanina, Collesanto, Polverina, San Lorenzo al Lago, Cicconi, Fiegni, San Martino di Fiastra, Trebbio (sede comunale) |
| 3    | Muccia                | 25,91            | 849      | 32,77             | 454                   | Col di Giove, Costafiore, Giove, Maddalena, Massaprofoglio, Rocchetta, Vallicchio |
| 4    | Pieve Torina          | 74,8             | 1.284    | 17,16             | 470                   | Antico, Appennino, Capecchiara, Capodacqua, Capriglia, Casavecchia Alta, Fiume, Giulo, Le Rote, Lucciano, Pie' Casavecchia, Piecollina, Seggiole, Tazza, Torricchio, Vari |
| 5    | Serravalle di Chienti | 95,99            | 1.031    | 10,79             | 667                   | Acquapagana, Attiloni, Bavareto, Borgo, Castello, Castello d'Elce, Cesi, Civitella Marche, Collecurti, Collelepri, Colpasquale, Copogna, Corgneto, Costa, Dignano, Forcella, Gelagna, Gelagna Bassa, San Martino, Taverne, Voltellina. |
| 6    | Ussita                | 55,3             | 381      | 6,89              | 744                   | Calcara, Capovallazza, Casali,Castel Fantellino, Cuore di Sorbo, Fluminata (sede comunale), Frontignano, Sammerlano, San Placido, Sant'Eusebio, Sorbo, Vallestretta |

I dati sono aggiornati al 31/12/2020